# UCI World Tour 2024
UCI World Tour 2024 a fost o serie de curse care a inclus treizeci și cinci de evenimente de ciclism rutier de-a lungul sezonului de ciclism 2024. Turneul a început cu etapa de deschidere a Tour Down Under pe 16 ianuarie și s-a încheiat cu etapa finală a Turului Guangxi pe 20 octombrie.

## Evenimente
| Cursa                             | Data                      | Câștigător                 | Locul 2                    | Locul 3                    |
| --------------------------------- | ------------------------- | -------------------------- | -------------------------- | -------------------------- |
| Tour Down Under                   | 16–21 ianuarie            | Stephen Williams (GBR)     | Jhonatan Narváez (ECU)     | Isaac del Toro (MEX)       |
| Cadel Evans Great Ocean Road Race | 28 ianuarie               | Laurence Pithie (NZL)      | Natnael Tesfatsion (ERI)   | Georg Zimmermann (GER)     |
| Turul Emiratelor Arabe Unite      | 19–25 februarie           | Lennert Van Eetvelt (BEL)  | Ben O'Connor (AUS)         | Pello Bilbao (ESP)         |
| Omloop Het Nieuwsblad             | 24 februarie              | Jan Tratnik (SLO)          | Nils Politt (GER)          | Wout van Aert (BEL)        |
| Strade Bianche                    | 2 martie                  | Tadej Pogačar (SLO)        | Toms Skujiņš (LAT)         | Maxim Van Gils (BEL)       |
| Paris–Nisa                        | 3–10 martie               | Matteo Jorgenson (USA)     | Remco Evenepoel (BEL)      | Brandon McNulty (USA)      |
| Tirreno–Adriatico                 | 4–10 martie               | Jonas Vingegaard (DEN)     | Juan Ayuso (ESP)           | Jai Hindley (AUS)          |
| Milano–San Remo                   | 16 martie                 | Jasper Philipsen (BEL)     | Michael Matthews (AUS)     | Tadej Pogačar (SLO)        |
| Volta a Catalunya                 | 18–24 martie              | Tadej Pogačar (SLO)        | Mikel Landa (ESP)          | Egan Bernal (COL)          |
| Classic Brugge–De Panne           | 20 martie                 | Jasper Philipsen (BEL)     | Tim Merlier (BEL)          | Danny van Poppel (NED)     |
| E3 Saxo Bank Classic              | 22 martie                 | Mathieu van der Poel (NED) | Jasper Stuyven (BEL)       | Wout van Aert (BEL)        |
| Gent–Wevelgem                     | 24 martie                 | Mads Pedersen (DEN)        | Mathieu van der Poel (NED) | Jordi Meeus (BEL)          |
| Dwars door Vlaanderen             | 27 martie                 | Matteo Jorgenson (USA)     | Jonas Abrahamsen (NOR)     | Stefan Küng (SUI)          |
| Turul Flandrei                    | 31 martie                 | Mathieu van der Poel (NED) | Luca Mozzato (ITA)         | Nils Politt (GER)          |
| Turul Țării Bascilor              | 1–6 aprilie               | Juan Ayuso (ESP)           | Carlos Rodríguez (ESP)     | Mattias Skjelmose (DEN)    |
| Paris-Roubaix                     | 7 aprilie                 | Mathieu van der Poel (NED) | Jasper Philipsen (BEL)     | Mads Pederson (DEN)        |
| Cursa Amstel Gold                 | 14 aprilie                | Tom Pidcock (GBR)          | Marc Hirschi (SUI)         | Tiesj Benoot (BEL)         |
| Săgeata Valonă                    | 17 aprilie                | Stephen Williams (GBR)     | Kévin Vauquelin (FRA)      | Maxim Van Gils (BEL)       |
| Liège–Bastogne–Liège              | 21 aprilie                | Tadej Pogačar (SLO)        | Romain Bardet (FRA)        | Mathieu van der Poel (NED) |
| Turul Romandiei                   | 23–28 aprilie             | Carlos Rodríguez (ESP)     | Aleksandr Vlasov           | Florian Lipowitz (GER)     |
| Eschborn–Frankfurt                | 1 mai                     | Maxim Van Gils (BEL)       | Alex Aranburu (ESP)        | Riley Sheehan (USA)        |
| Turul Italiei                     | 4–26 mai                  | Tadej Pogačar (SLO)        | Daniel Martínez (COL)      | Geraint Thomas (GBR)       |
| Criteriul Dauphiné                | 2–9 iunie                 | Primož Roglič (SLO)        | Matteo Jorgenson (USA)     | Derek Gee (CAN)            |
| Turul Elveției                    | 9–16 iunie                | Adam Yates (GBR)           | João Almeida (POR)         | Mattias Skjelmose (DEN)    |
| Turul Franței                     | 29 iunie–21 iulie         | Tadej Pogačar (SLO)        | Jonas Vingegaard (DEN)     | Remco Evenepoel (BEL)      |
| Clasica San Sebastián             | 10 august                 | Marc Hirschi (SUI)         | Julian Alaphilippe (FRA)   | Lennert Van Eetvelt (BEL)  |
| Turul Poloniei                    | 12 – 18 august            | Jonas Vingegaard (DEN)     | Diego Ulissi (ITA)         | Wilco Kelderman (NED)      |
| Turul Spaniei                     | 26 august – 17 septembrie | Primož Roglič (SLO)        | Ben O'Connor (AUS)         | Enric Mas (ESP)            |
| Bretagne Classic Ouest–France     | 25 august                 | Marc Hirschi (SUI)         | Paul Magnier (FRA)         | Magnus Cort (DEN)          |
| / Turul Beneluxului               | 28 august–1 septembrie    | Tim Wellens (BEL)          | Alec Segaert (BEL)         | Per Strand Hagenes (NOR)   |
| Hamburg Cyclassics                | 8 septembrie              | Olav Kooij (NED)           | Jonathan Milan (ITA)       | Biniam Girmay (ERI)        |
| Grand Prix Cycliste de Québec     | 13 septembrie             | Michael Matthews (AUS)     | Biniam Girmay (ERI)        | Rudy Molard (FRA)          |
| Grand Prix Cycliste de Montréal   | 15 septembrie             | Tadej Pogačar (SLO)        | Pello Bilbao (ESP)         | Julian Alaphilippe (FRA)   |
| Turul Lombardiei                  | 12 octombrie              | Tadej Pogačar (SLO)        | Remco Evenepoel (BEL)      | Giulio Ciccone (ITA)       |
| Turul Guangxi                     | 15–20 octombrie           | Lennert Van Eetvelt (BEL)  | Oscar Onley (GBR)          | Alex Baudin (FRA)          |